# Алун (Бошород)
Алун (рум. Alun) насеље је у Румунији у округу Хунедоара у општини Бошород. Oпштина се налази на надморској висини од 551 m.

## Становништво
Према подацима из 2002. године у насељу је живело 102 становника, од којих су сви румунске националности.